# Владимир Бумбаширевић
Владимир Бумбаширевић (Београд, 6. август 1951) српски је лекар, редовни професор Медицинског факултета Универзитета у Београду и академик САНУ. Био је ректор Универзитета у Београду од 1. октобра 2012. до 1. октобра 2018. године.

## Биографија
Рођен је у лекарској породици. Отац му је био ортопедски хирург, академик Живојин Бумбаширевић. Супруга и син су му такође лекари, као и брат.
На Медицинском факултету Универзитета у Београду је дипломирао 1976. године са просечном оценом 9,57. Магистрирао је 1981. и докторирао 1985. године. Специјализовао је медицинску цитологију 1993. године.
За редовног професора Медицинског факултета изабран је 1996. године на Институту за хистологију и ембриологију „Александар Ђ. Костић“. За дописног члана Српске академије наука и уметности у Одељењу медицинских наука изабран је 2000. године, а за редовног члана 2009. године. На изборној скупштини у САНУ 2009. за дописног члана је биран и његов брат, професор Медицинског факултета, Марко Бумбаширевић који тада није изабран.
Коаутор је више од 80 публикација, научних радова, уџбеника, монографија, са око 300 цитата према подацима из маја 2012. године. Добитник је Награде града Беоргада за медицину 2005. године.
Декан Медицинског факултета је био у периоду 2009-2012. Од 1. октобра 2012. је ректор Универзитета у Београду, изабран је 29. маја 2012. године. Био је једини кандидат за ректора, од 33 члана Савета Универзитета било је присутно 28 чланова, добио је 24 гласа, док су 4 листића била неважећа. Том приликом су изабрани и проректори који ће му помагати у раду:
- за наставу - Нада Ковачевић, Фармацеутски факултет
- за међународну сарадњу - Далибор Солдатић, Филолошки факултет
- за финансије и организацију - Миодраг Поповић, Електротехнички факултет
- за науку - Иванка Поповић, Технолошко-металрушки факултет

У мају 2015. му је изгласан други мандат на месту ректора, са почетком од 1. октобра 2015. године. Заједно са њим изабрани су проректори:
- Нада Ковачевић, Фармацеутски факултет
- Живан Лазовић, Филолошки факултет
- Живослав Тешић, Хемијски факултет
- Иванка Поповић, Технолошко-металрушки факултет

## Признања и награде
Владимир Бумбаширевић је добитник следећих награда:
- Велика медаља Универзитета y Кјоту (1996);
- Награда Удружења за хирургију шаке Индије (2014);
- Награда „Kапетан Миша Анастасијевић” (2019);
- Светосавска награда (2022)